# 矢じるし (お笑いコンビ)
矢じるしは、かつてケイダッシュステージで活動していたお笑いコンビ。2013年9月6日解散。

## メンバー
- 梅津裕騎（うめづ ゆうき、1986年12月25日 - ）
ボケ担当。北海道釧路市出身。釧路東高等学校卒業。身長168cm、血液型はA型。
解散後、芸能界を引退。

- 井上和則（いのうえ かずのり、1986年10月17日 - ）
ツッコミ担当。東京都出身。身長172cm、血液型はA型。
学生時代はバドミントン部だった[1]
ハマカーンの神田伸一郎とジャウーの沢田純平と仲がよく、2012年10月26日彼らと3人で「神田王国～舞踏会～」と題した合同ライブを行う。
2013年8月にハマカーン・浜谷健司の当たり馬券(当せん金額約14万円)を誤って紛失(ソース・浜谷自身の談話)、話題・波紋を呼ぶ。
解散後、2013年9月20日から元ジャウーの沢田純平と「ヘラクレス」というコンビで活動していたが、現在は解散している。

2023年体重が100kgを超える。

## プロフィール
専門学校東京アナウンス学院在学中に結成し、デビュー。結成のきっかけは、東京アナウンス学院に入学した次の日の説明会で、席が隣同士になり、そこで「組む?」という話になったことからだったという。
コント、漫才両ジャンルでネタを発表、梅津が自分を「ウメズィー」と称して演じるヒップホップキャラのネタなどがある。時に、蹴りでツッコミを入れることもあった。
2013年9月6日、事務所主催ライブ「ケイダッシュライブ」vol.40舞台上にてコンビ解散を発表した。

## 出演番組
- オンバト+（NHK総合） 戦績0勝2敗 最高369KB
- 新しい波16（フジテレビ） - 2009年1月5日（第11回）
- ワッチミー!TV×TV（BSフジ）- 2009年3月9日「笑劇場」
- お笑いメリーゴーランド（TBSテレビ）
- もしも（フジテレビ）-　梅津のみ出演（2009年5月16日、スペシャル）、『徐々に現代生活を禁止』（イマニヤスヒサと共演）
- 笑ってポン! 〜君たち、見ないとアレするよ! 〜（GyaOジョッキー）
- タケミネット（あっ!とおどろく放送局）
- そらを見なきゃ困るよ!（GyaOジョッキー）
- ショーバト!（日本テレビ） - 2010年5月4日「ミニバト!」 おニャン子クラブ『セーラー服を脱がさないで』をヒップホップにアレンジしてで歌う。
- めちゃ×2イケてるッ!（フジテレビ）- 2010年11月13日
- いきなり!黄金伝説。（テレビ朝日）- 2011年2月10日
- ネタ鑑定（TOKYO MX）- 2011年8月28日
- 大人のバナナ（テレビ朝日）- 2013年1月24日
- ケイダッシュステージの殴るなら殴れ!!（2011年7月20日開始、ニコジョッキー）
- 亜里沙と一部お見苦しい点が御座います　（2012年5月14日開始 隔週、ニコジョッキー）